# Noctua albocostata
Noctua albocostata là một loài bướm đêm trong họ Noctuidae.